# Dimitar Yakimov
Dimitar Nikolov Yakimov (bulgare : Димитър Якимов), né le 12 août 1941 à Sofia en Bulgarie, est un footballeur professionnel bulgare.

## Biographie
Il est l'un des joueurs bulgares du CSKA Sofia qui, appelés « les poètes du football », jouent un rôle historique dans le football bulgare en qualifiant le pays pour leur première coupe du monde.
Il inscrit le but victorieux en qualifications pour la coupe du monde 1962 contre la France, joué à Milan en Italie en 1961.
En Italie, quatre ans plus tard contre les Belges, lui et son coéquipier Georgi Asparoukhov envoient les Bulgares en coupe du monde en Angleterre. 
En club, Yakimov atteint les demi-finales de la coupe des coupes avec CSKA Sofia en 1967. Sa carrière prend fin prématurément au début des années 1970.
Il est considéré comme l'un des meilleurs joueurs de club de l'époque.
Hristo Stoichkov (CSKA, FC Barcelone), déclarera même que Yakimov fut un de ses idoles dans sa jeunesse et l'inspira fortement.
Yakimov joue pour la Bulgarie aux Jeux olympiques de 1960.